# Нянькіна Тетяна Володимирівна
Тетяна Володимирівна Нянькіна (із дому Олещенко) (* 24 травня 1981 Суми)  — театральна актриса, режисер. Головний режисер родинного театру «Нянькіни». 

## Життєпис

### Родина
Народилася в сім’ї робочих Володимира Григоровича Олещенко та Надії Андріївни Олещенко (із дому Русіна), дід  — художник Андрій Русін. У дитинстві Тетяна часто відвідувала Сумський обласний театр ім. Щепкіна, ще тоді для себе вирішила, що її майбутня професія буде пов’язана з театром.

### Навчання
Навчалась у сумській середній школі № 22 і закінчувала середню освіту у школі № 6. 
Після школи вступила до Сумського училища мистецтв на режисера. Потім поступила до Київського університету культури, деякий час жила в Києві, працювала у танцювальній групі. Повернувшись до Сум почала працювати в школі-інтернаті, де вела театральну студію. 
У 2008 році почала працювати акторкою до Сумського театру для дітей та юнацтва (ТЮГ). 
Із 2012 року працює режисером театру танців студії АРТЕС.

### Ролі в театрі

#### (ТЮГ)
| Вистава                   | Роль              |
| ------------------------- | ----------------- |
| "Езоп"                    | Меллі.            |
| «Куди йдеш»               | Ліза              |
| «Бульвар втрачених надій  | Галя              |
| «Ну публіка»              | Варя.             |
| «Ось воно щастя – ти і я» | Сільвія.          |
| «Боінг-боінг»             | Мішель            |
| «Вечеря по французькі»    | Сюзанна           |
| «Про кохання»             | Наталя Степанівна |
| «Буратіно»                | Мальвіна          |
| «Сонечко у пірячку»       | Півник Петя       |
| «Чарівний промінчик»      | Лєна.             |

#### В «Театрі під дахом»
| Вистава                     | Роль      |
| --------------------------- | --------- |
| «АПЧ-хі»                    | Хористка  |
| «Три сумки пліток»          | Скромниця |
| «Пищевая цепочка» - Лисиця. |           |

#### Постановки
Поставила вистави: 
- «Маленька Баба Яга»
- «Чарівник смарагдового міста»
- «Олівер Твіст. Легенди вулиць»
- «Вещь»

Працює над відтворенням вистави «Дракон», над якою починав працювати Народний артист України Валентин Бурий, та не довершив, бо помер. 

## Особисте життя
Чоловік Володимир Нянькін — співак, музикант, режисер, актор. Виховують двох синів. 

## Відзнаки
Лауреатка арт-медіа проєкту «Культурний острів» в номінації «Золотий ключик» — за невгамовний творчий порив і розвиток самодіяльного театру в Сумах (2016).